# زمن الجرح (رواية)
زمن الجرح (بالإنجليزية: Injury Time)‏ هي رواية للكاتبة الإنجليزية بيريل بينبريدج، نشرت عام 1977، لأول مرة عن دار نشر داكوورث.